# Магнітні поля
Магнітні поля (фр. Les Champs Magnétiques) — спільна книга письменників Андре Бретона та Філіппа Супо. Відома як перший твір літератури сюрреалізму. Опублікована 1920 року. Автори використовували сюрреалістську техніку автоматичного письма.
Книгу вважають швидше сюрреалістичною, аніж дадаїстичною, через спробу авторів створити щось нове, а не просто зреагувати на вже наявну роботу.
Характерною для книги «Магнітні поля» є багата мова, яка часто межує з нісенітницею. Це вважається «нормальним» результатом автоматичного письма, набагато логічнішим, ніж якщо використовувати інші сюрреалістські методи, такі як «Cadavre exquis» (досл. «вишуканий труп» — гра сюрреалістів, в якій кожен з учасників за чергою додає слова чи малюнки до спільної композиції).
Кожен розділ закінчується в той момент, коли письменники припиняли писати наприкінці дня. Новий розділ вони починали наступного ранку.